# Bath Estate Football Field
Bath Estate Football Field – to stadion piłkarski w Roseau na Dominice. Stadion może pomieścić 1 000 widzów.